# Port lotniczy Palma de Mallorca
Port lotniczy Palma de Mallorca – międzynarodowy port lotniczy położony 8 km na wschód od Palma de Mallorca, na Majorce. Jest trzecim pod względem wielkości portem lotniczym Hiszpanii oraz największym i najważniejszym na Balearach. Zlokalizowany jest w południowo-zachodniej części Majorki przy autostradzie. W 2014 obsłużył 23 115 499 pasażerów.
Port lotniczy Son San Juan w Palmie de Mallorca jest bazą operacyjną dla kilku linii lotniczych: Air Europa, Ryanair i Vueling Airlines.

## Linie lotnicze i połączenia

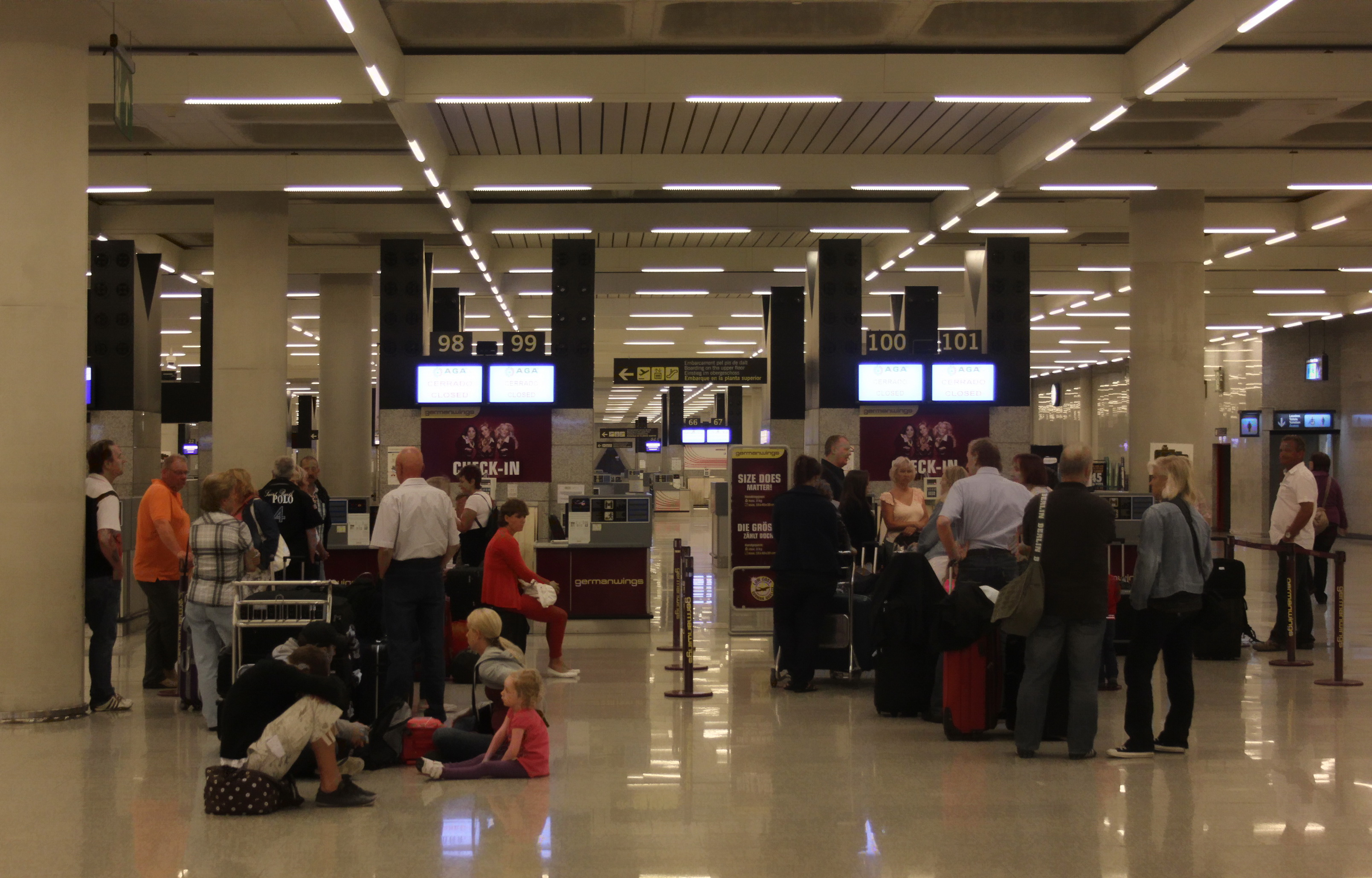
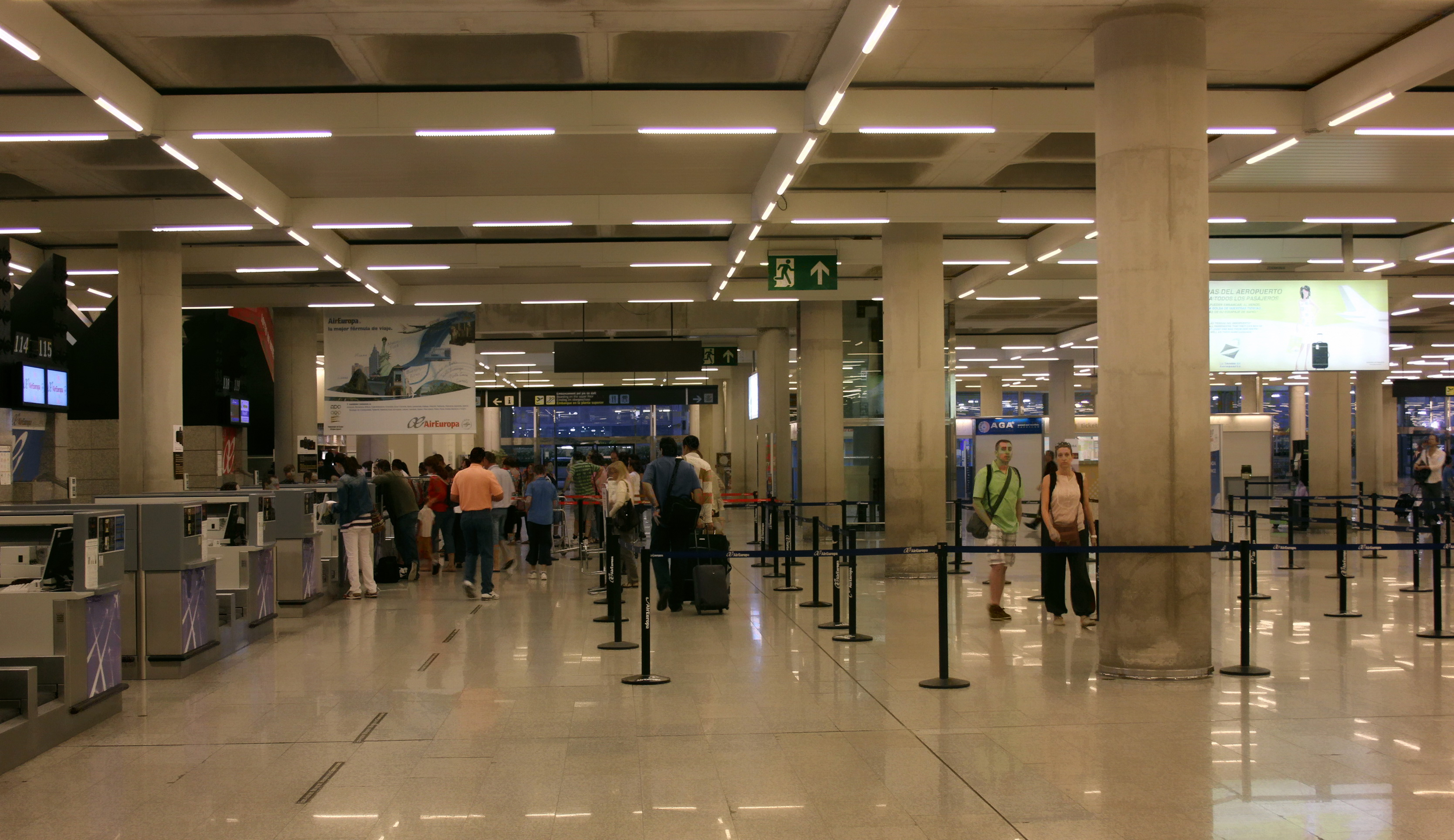
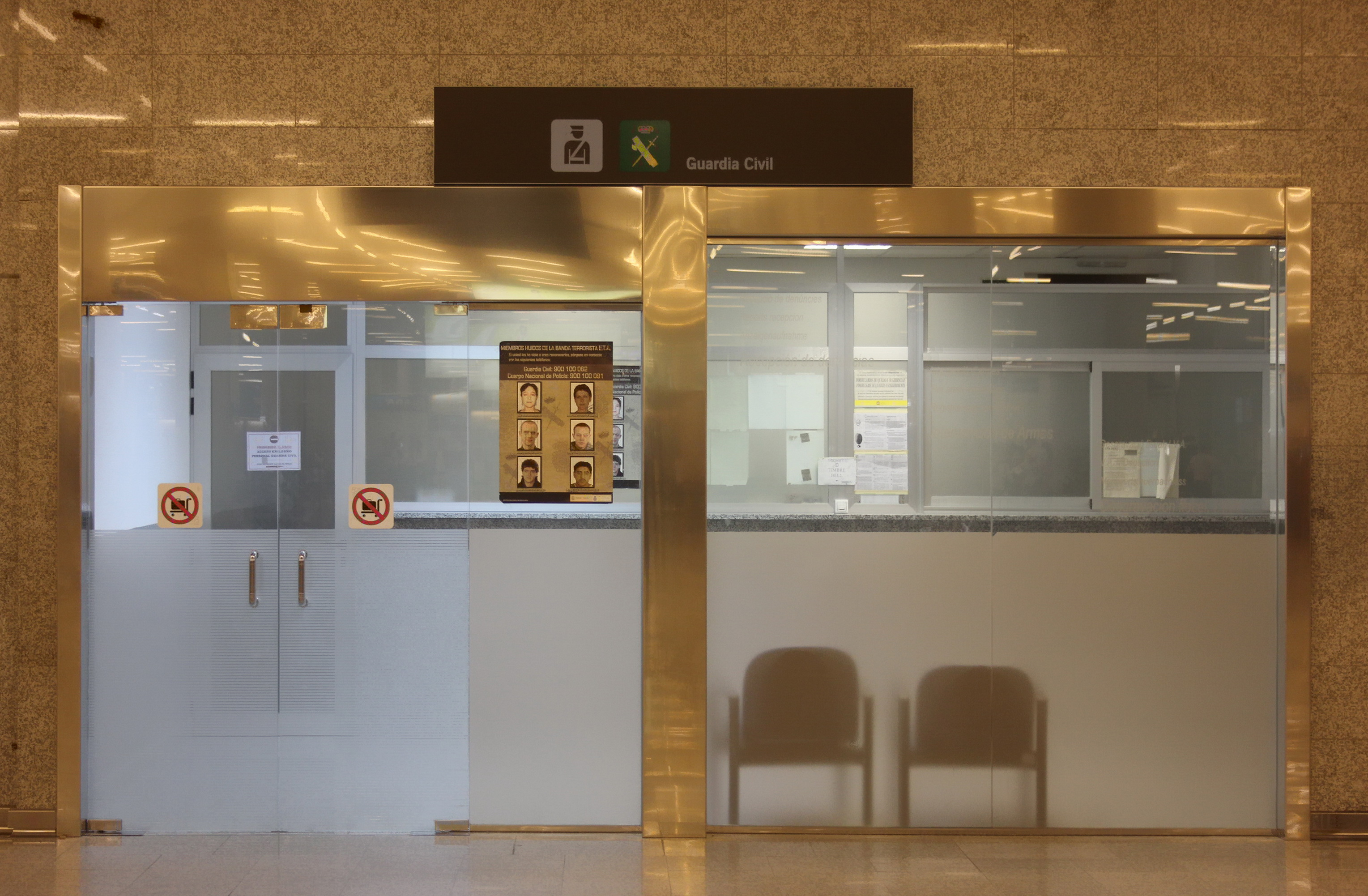
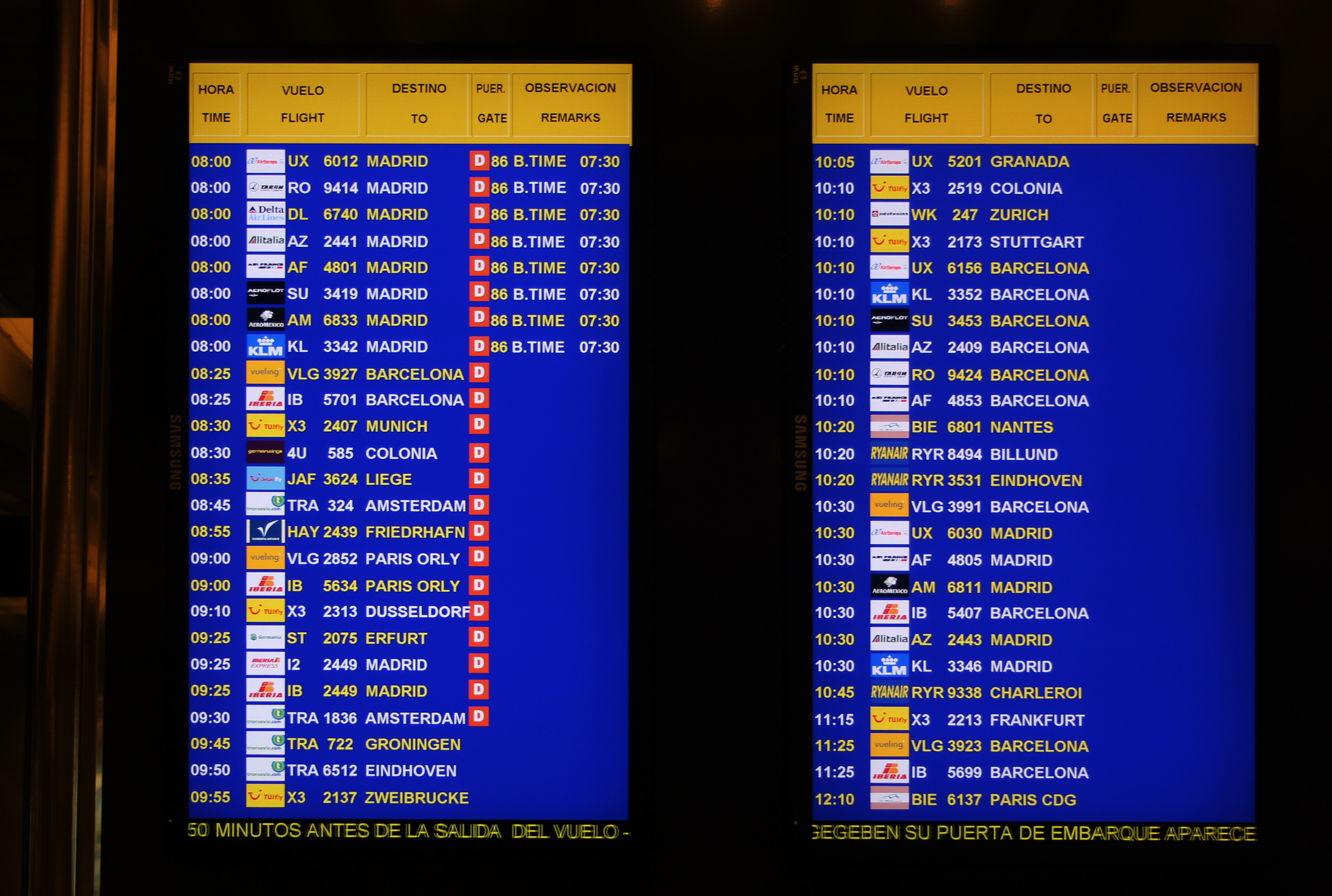
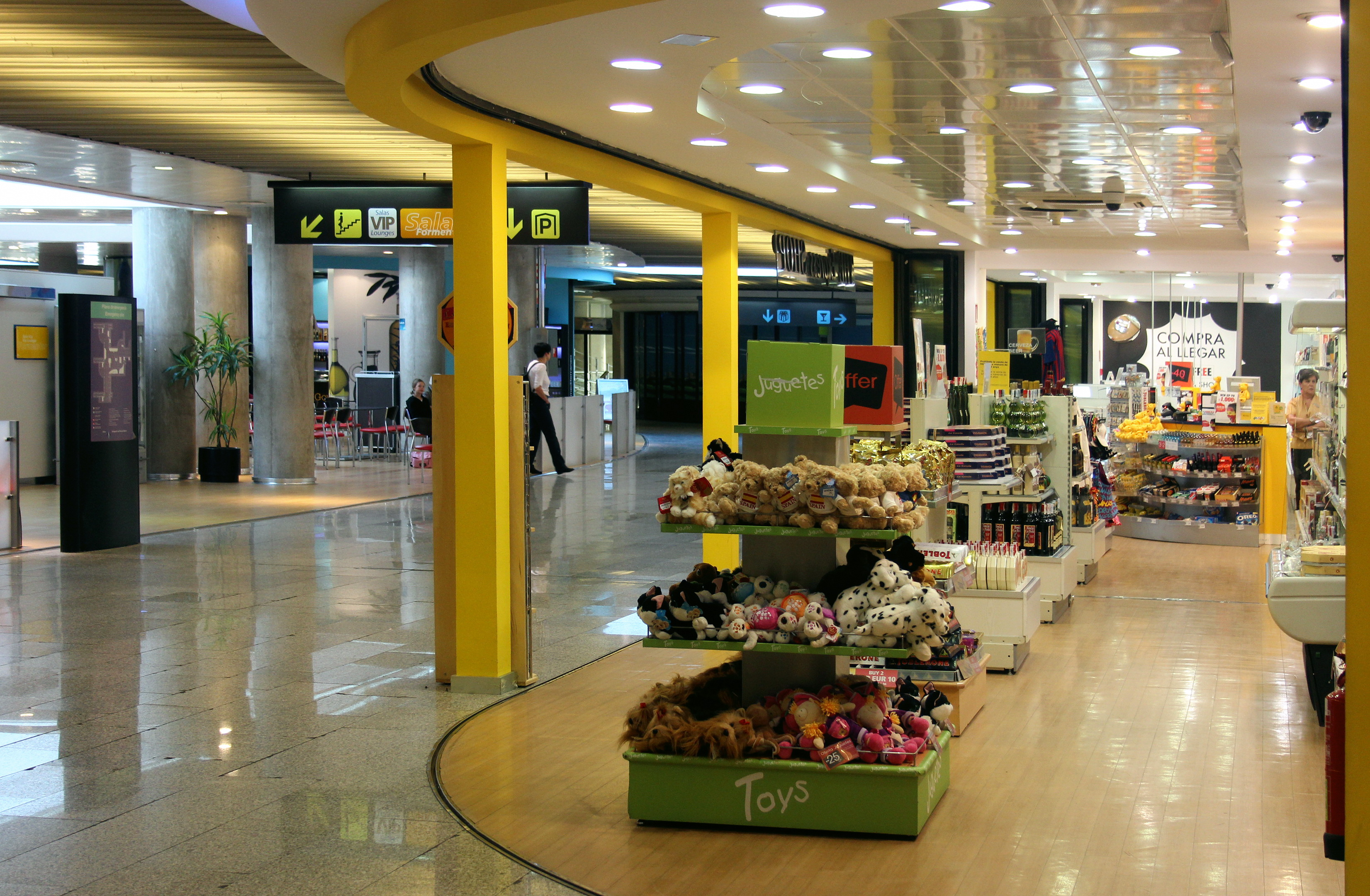
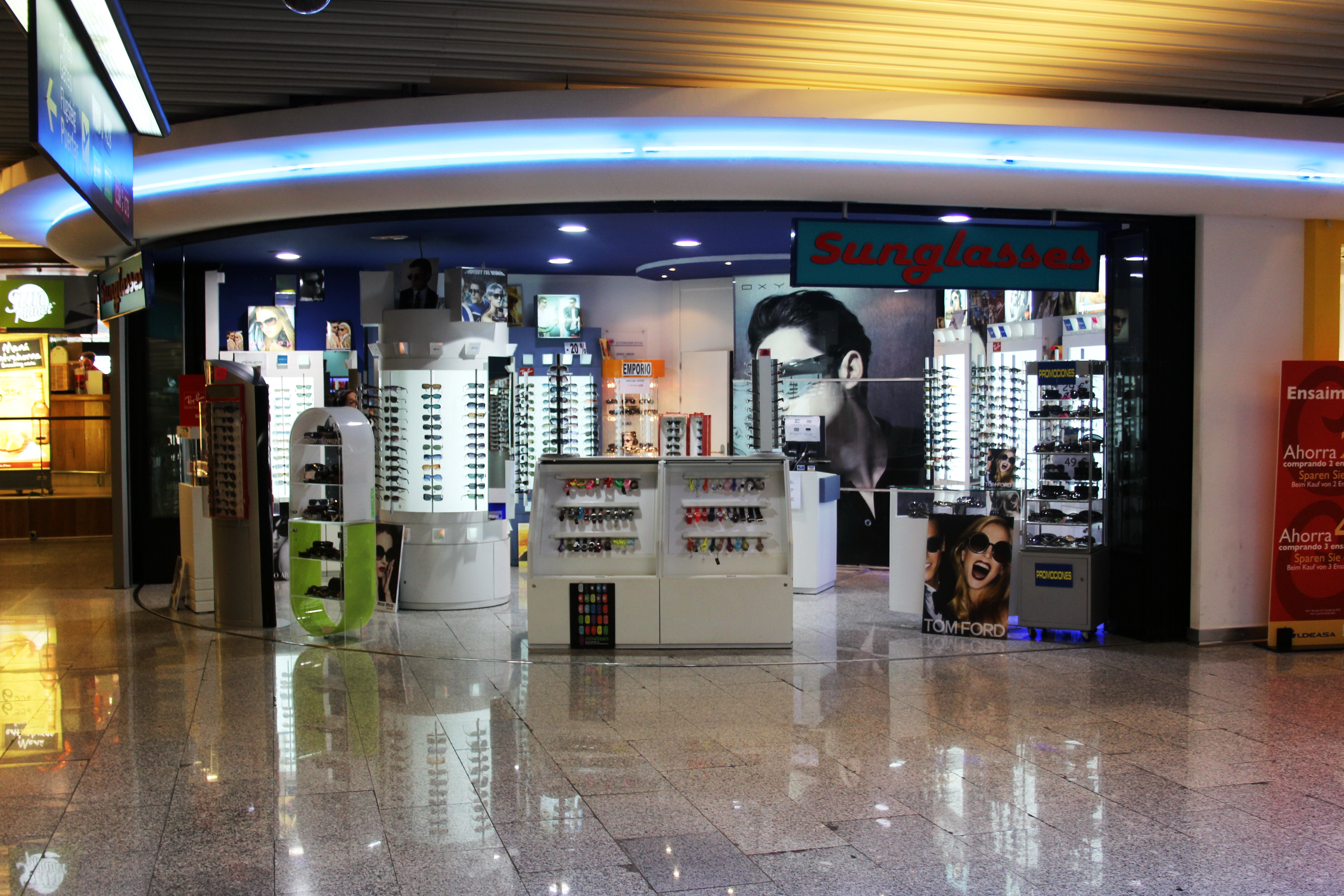
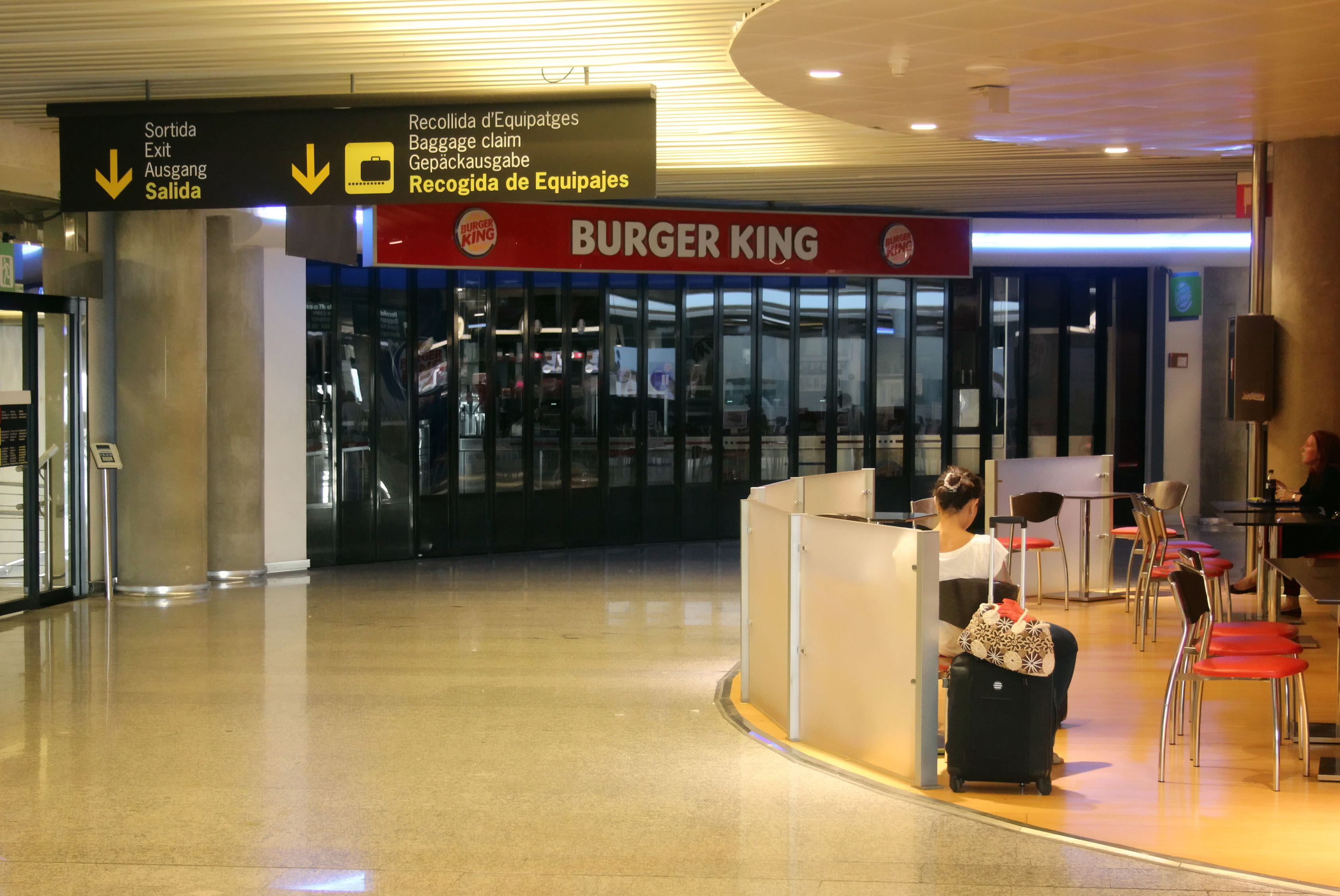

| Linia Lotnicza                | Kierunek |
| ----------------------------- | --- |
| Aegean Airlines               | Sezonowo: 1. Ateny |
| Aer Lingus                    | Sezonowo: 1. Cork 2. Dublin |
| Air Arabia Maroc              | Sezonowo: 1. Nador 2. Tanger |
| Air Europa                    | 1. Alicante 2. Barcelona 3. Bilbao 4. Grenada 5. Ibiza 6. Madryt 7. Malaga 8. Menorka 9. Paryż-Orly 10. Walencja Sezonowo: 1. Sewilla |
| Air France                    | Sezonowo: 1. Paryż-Charles de Gaulle |
| Air Nostrum                   | Sezonowe czartery: 1. Mediolan-Bergamo 2. Bolonia 3. Bratysława 4. Derry (od 27 czerwca 2024) 5. Lizbona 6. Paderborn/Lippstadt 7. Paryż-Charles de Gaulle 8. Porto |
| Air Serbia                    | Sezonowo: 1. Belgrad |
| Air Baltic                    | Sezonowo: 1. Ryga 2. Tampere (od 3 maja 2024) 3. Wilno |
| AlbaStar                      | Sezonowe czartery: 1. Mediolan-Bergamo 2. Bolonia 3. Friedrichshafen 4. Groningen 5. Inverness 6. Mediolan-Malpensa 7. Tel Awiw 8. Werona 9. Wenecja |
| Atlantic Airways              | Sezonowo: 1. / Vágar |
| Austrian Airlines             | 1. Wiedeń |
| Binter Canarias               | 1. Gran Canaria 2. Teneryfa-Północ |
| Braathens Regional Airlines   | Sezonowe czartery: 1. Aarhus 2. Kopenhaga 3. Kristiansand 4. Luleå 5. Skellefteå |
| British Airways               | 1. Londyn-City 2. Londyn-Gatwick Sezonowo: 1. Edynburg 2. Londyn-Heathrow 3. Southampton Sezonowe czartery: 1. Belfast-City 2. Jersey |
| Brussels Airlines             | Sezonowo: 1. Bruksela |
| Bulgaria Air                  | Sezonowo: 1. Sofia |
| Chair Airlines                | Sezonowo: 1. Zurych |
| Condor                        | Sezonowo: 1. Düsseldorf 2. Frankfurt 3. Friedrichshafen 4. Hamburg 5. Lipsk 6. Monachium 7. Norymberga 8. Stuttgart 9. Zurych |
| Corendon Airlines             | Sezonowo: 1. Hanower |
| Corendon Dutch Airlines       | Sezonowo: 1. Amsterdam 2. Groningen |
| Discover Airlines             | 1. Frankfurt Sezonowo: 1. Monachium |
| EasyJet                       | 1. / Bazylea 2. Berlin 3. Bristol 4. Genewa 5. Liverpool 6. Londyn-Gatwick 7. Londyn-Luton 8. Manchester 9. Mediolan-Malpensa Sezonowo: 1. Amsterdam 2. Belfast-International 3. Birmingham 4. Bordeaux 5. Kopenhaga 6. Edynburg 7. Glasgow 8. Lille 9. Lizbona 10. Londyn-Southend 11. Lyon 12. Neapol 13. Newcastle 14. Nicea 15. Paryż-Charles de Gaulle 16. Porto 17. Praga (od 25 czerwca 2024) 18. Tuluza |
| Edelweiss Air                 | 1. Zurych |
| Enter Air                     | Sezonowe czartery: 1. Karlsruhe/Baden-Baden |
| Eurowings                     | 1. Berlin 2. Kolonia/Bonn 3. Dortmund 4. Düsseldorf 5. Hamburg 6. Hanower 7. Lipsk 8. Monachium 9. Münster/Osnabrück 10. Norymberga 11. Sztokholm-Arlanda 12. Stuttgart Sezonowo: 1. / Bazylea 2. Brema 3. Drezno 4. Graz 5. Karlsruhe/Baden-Baden 6. Linz 7. Memmingen 8. Paderborn/Lippstadt 9. Praga 10. Saarbrücken 11. Salzburg 12. Zurych Sezonowe czartery: 1. Innsbruck |
| Finnair                       | Sezonowo: 1. Helsinki |
| Freebird Airlines             | Sezonowe czartery: 1. Paderborn/Lippstadt |
| GetJet Airlines               | Sezonowe czartery: 1. Wilno |
| Helvetic Airways              | Sezonowo: 1. Berno-Belp 2. Zurych Sezonowe czartery: 1. Sion |
| Iberia                        | 1. Ibiza 2. Lleida 3. Menorka 4. Walencja Sezonowo: 1. Almería 2. Alicante 3. Badajoz 4. León 5. Logroño 6. Melilla 7. Nador 8. Nicea 9. Pampeluna 10. Reus 11. Valladolid 12. Vigo 13. Vitoria 14. Saragossa |
| Iberia Express                | 1. Madryt |
| ITA Airways                   | Sezonowo: 1. Mediolan-Linate 2. Rzym-Fiumicino |
| Jettime                       | Sezonowe czartery: 1. Billund 2. Kopenhaga 3. Malmö 4. Norrköping 5. Örebro 6. Växjö |
| Jet2.com                      | 1. Birmingham 2. Londyn-Stansted 3. Manchester Sezonowo: 1. Belfast-International 2. Bristol 3. East Midlands 4. Edynburg 5. Glasgow 6. Leeds/Bradford 7. Liverpool (od 29 marca 2024) 8. Newcastle |
| KLM                           | Sezonowo: 1. Amsterdam |
| Leav Aviation                 | Sezonowo: 1. Kolonia/Bonn |
| LOT                           | Sezonowe czartery: 1. Katowice 2. Poznań 3. Warszawa-Okęcie |
| Lufthansa                     | 1. Frankfurt 2. Monachium |
| Luxair                        | 1. Luksemburg |
| Marabu                        | 1. Monachium |
| Neos                          | Sezonowo: 1. Bolonia 2. Mediolan-Bergamo 3. Mediolan-Malpensa 4. Rzym-Fiumicino 5. Werona |
| Norwegian Air Shuttle         | Sezonowo: 1. Aalborg 2. Bergen 3. Kopenhaga 4. Helsinki 5. Oslo-Gardermoen 6. Stavanger 7. Sztokholm-Arlanda |
| People's                      | Sezonowo: 1. St. Gallen-Altenrhein |
| PLAY                          | Sezonowo: 1. Reykjavík-Keflavík |
| Ryanair                       | 1. Alicante 2. Barcelona 3. Mediolan-Bergamo 4. Berlin 5. Brema 6. Birmingham 7. Bruksela-Charleroi 8. Kolonia/Bonn 9. Cork 10. Dortmund 11. Eindhoven 12. Frankfurt-Hahn 13. Gran Canaria 14. Hamburg 15. Karlsruhe/Baden-Baden 16. Londyn-Stansted 17. Madryt 18. Malaga 19. Manchester 20. Memmingen 21. Norymberga 22. Santiago de Compostela 23. Sewilla 24. Treviso 25. Walencja 26. Wiedeń 27. Warszawa-Okęcie 28. Weeze Sezonowo: 1. Aarhus 2. Paryż-Beauvais 3. Belfast-International 4. Billund 5. Bolonia 6. Bordeaux 7. Bournemouth 8. Bratysława 9. Bristol 10. Bruksela 11. Bukareszt 12. Budapeszt 13. Cagliari 14. Kopenhaga 15. Drezno 16. Dublin 17. East Midlands 18. Edynburg 19. Fez 20. Glasgow-Prestwick 21. Gdańsk 22. Göteborg 23. Jerez 24. Kowno 25. Klagenfurt 26. Knock 27. Kraków 28. Leeds/Bradford 29. Liverpool 30. Luksemburg 31. Marrakesz 32. Marsylia 33. Mediolan-Malpensa 34. Münster/Osnabrück 35. Murcja 36. Nador 37. Neapol 38. Newcastle 39. Paderborn/Lippstadt 40. Piza 41. Porto 42. Poznań 43. Praga 44. Rzym-Fiumicino 45. Oslo-Torp 46. Shannon 47. Sztokholm-Arlanda 48. Sofia 49. Teesside 50. Teneryfa-Północ 51. Tuluza 52. Valladolid 53. Werona 54. Vitoria 55. Warszawa-Modlin 56. Wrocław 57. Saragossa |
| Scandinavian Airlines System  | 1. Kopenhaga 2. Sztokholm-Arlanda Sezonowo: 1. Bergen 2. Göteborg 3. Oslo-Gardermoen Sezonowe czartery: 1. Bodø 2. Haugesund 3. Stavanger 4. Trondheim |
| SmartLynx                     | Sezonowe czartery: 1. Münster/Osnabrück |
| Smartwings                    | 1. Praga Sezonowo: 1. Bratysława 2. Brno 3. Koszyce 4. Ostrawa Sezonowe czartery: 1. Warszawa-Okęcie |
| Sunclass Airlines             | Sezonowe czartery: 1. Aalborg 2. Ålesund 3. Bergen 4. Billund 5. Bornholm 6. Kopenhaga 7. Göteborg 8. Helsinki 9. Jönköping 10. Kalmar 11. Karlstad 12. Kristiansand 13. Malmö 14. Odense 15. Örebro 16. Oslo-Gardermoen 17. Stavanger 18. Sztokholm-Arlanda 19. Trondheim 20. Visby |
| Sundair                       | Sezonowo: 1. Berlin 2. Brema 3. Drezno 4. Kassel 5. Lubeka |
| Swiss International Air Lines | 1. Genewa 2. Zurych |
| TAP Portugal                  | Sezonowo: 1. Lizbona |
| Transavia                     | 1. Amsterdam 2. Paryż-Orly Sezonowo: 1. Eindhoven 2. Lyon 3. Nantes 4. Rotterdam |
| Travelcoup                    | Sezonowo: 1. Monachium 2. Zurych |
| TUI Airways                   | Sezonowo: 1. Aberdeen 2. Belfast-International 3. Birmingham 4. Bournemouth 5. Bristol 6. Cardiff 7. East Midlands 8. Edynburg 9. Exeter 10. Glasgow 11. Humberside 12. Leeds/Bradford 13. Londyn-Gatwick 14. Londyn-Luton 15. Londyn-Stansted 16. Manchester 17. Newcastle 18. Norwich 19. Teesside Sezonowe czartery: 1. Cork 2. Dublin |
| TUI fly Belgium               | Sezonowo: 1. Antwerpia 2. Bruksela 3. Liège 4. Lille 5. Ostenda |
| TUI fly Deutschland           | 1. Düsseldorf 2. Frankfurt 3. Hanower 4. Monachium 5. Stuttgart |
| TUI fly Netherlands           | Sezonowo: 1. Amsterdam 2. Eindhoven 3. Groningen |
| TUI fly Nordic                | Sezonowe czartery: 1. Göteborg 2. Sztokholm-Arlanda |
| Uep Fly                       | 1. Ibiza 2. Menorka |
| United Airlines               | Sezonowo: 1. Newark |
| Volotea                       | 1. Asturia 2. Bilbao Sezonowo: 1. Bordeaux 2. Brest-Bretagne 3. Deauville 4. Lille 5. Lyon 6. Marsylia 7. Nantes 8. Salamanka 9. San Sebastián 10. Strasburg 11. Tuluza |
| Vueling Airlines              | 1. Alicante 2. Asturia 3. Barcelona 4. Bilbao 5. Grenada 6. Jerez 7. Malaga 8. Monachium 9. Paryż-Orly 10. Santiago de Compostela 11. Sewilla 12. Walencja 13. Saragossa 14. Zurych Sezonowo: 1. Amsterdam 2. Billund 3. Kopenhaga 4. Lizbona 5. Lyon 6. Nantes 7. Rzym-Fiumicino 8. Santander |
| Widerøe                       | Sezonowo: 1. Bergen |
| Wizz Air                      | 1. Budapeszt 2. Kluż-Napoka 3. Katowice 4. Londyn-Luton 5. Rzym-Fiumicino 6. Wenecja 7. Warszawa-Okęcie |